# John Hurt
Sir John Vincent Hurt (Chesterfield, 22 januari 1940 – Cromer, 25 januari 2017) was een Engels acteur. Hij werd voor zijn bijrol in Midnight Express in 1979 genomineerd voor een Academy Award en twee jaar later opnieuw voor zijn hoofdrol in The Elephant Man. Meer dan twintig andere acteerprijzen werden hem daadwerkelijk toegekend, waaronder een Golden Globe voor Midnight Express en BAFTA Awards voor zowel The Naked Civil Servant, Midnight Express als The Elephant Man.

## Biografie
Hurt was de zoon van een geestelijke. Hij had twee broers. Hurt studeerde voor kunstschilder aan de kunstacademie St. Martin's School of Art (nu bekend als Central Saint Martins College of Art and Design), waar hij in aanraking kwam met toneel. Hij werd later onder andere lid van de Royal Academy of Dramatic Art.
In 1962 maakte Hurt zowel zijn theater- als zijn filmdebuut (in The Wild and the Willing). In 1966 had hij zijn eerste grote rol als Richard Rich in de film A Man for All Seasons. Ook op televisie was Hurt veelvuldig te zien. In 1975 speelde hij in de televisiefilm The Naked Civil Servant, waarvoor hij een British Academy Television Award voor beste acteur kreeg. Ook was hij te zien als keizer Caligula in de succesvolle BBC-miniserie I, Claudius.
Na zijn werk voor de televisie in de jaren zeventig volgde een succesvolle filmcarrière. In 1978 verleende hij in de Britse animatiefilm Watership Down zijn stem aan het hoofdpersonage Hazel en speelde hij een rol in de film Midnight Express, waarvoor hij een Oscarnominatie voor beste mannelijke bijrol kreeg. Een van zijn bekendste rollen is die van Kane, het eerste slachtoffer van de alien uit de gelijknamige film uit 1979. Deze rol zou hij later parodiëren in de film Spaceballs.
Een tweede Oscarnominatie (voor beste acteur) kreeg hij voor de rol van John Merrick in The Elephant Man uit 1980. Hij was voor deze rol onherkenbaar gemaakt met een dikke laag make-up en latex. In 1984 speelde hij het hoofdpersonage Winston Smith in de verfilming van 1984 van George Orwell. In 1988 keerde hij terug naar de televisie, waar hij de titelrol speelde in "The Storyteller" van Jim Henson.
Latere rollen zijn onder andere Olivander in de Harry Potter films (De Steen der Wijzen, De Relieken van de Dood deel 1 en De Relieken van de Dood deel 2), de Markies van Montrose in Rob Roy (1995), Chancelor Sutler, de leider van een totalitaire staat in V for Vendetta uit 2005, een film die gedeeltelijk geïnspireerd is op 1984 en Arthur Seldom, de schrijver, wiskundige en filosoof in The Oxford Murders (2008).
Hurt had een markant, uit duizenden herkenbaar stemgeluid, en werd daarom ook regelmatig ingehuurd om de commentaarstem te leveren bij onder meer natuurdocumentaires.
John Hurt werd in 2004 onderscheiden met de benoeming tot Commandeur in de Orde van het Britse Rijk.
In 2012 won Hurt een BAFTA Award voor zijn gehele carrière.
In juli 2015 werd hij geridderd door koningin Elizabeth II en mocht hij zich Sir John Hurt noemen. In datzelfde jaar werd hij gediagnosticeerd met alvleesklierkanker. Hurt overleed in 2017 kort na zijn 77e verjaardag.

## Filmografie (selectie)
- 1962: The Wild and the Willing
- 1966: A Man for All Seasons
- 1969: Sinful Davey
- 1971: 10 Rillington Place
- 1972: The Pied Piper
- 1975: The Naked Civil Servant (televisiefilm)
- 1976: I, Claudius (televisieserie)
- 1978: The Shout
- 1978: Midnight Express
- 1978: The Lord of the Rings
- 1978: Watership Down (stem)
- 1979: Alien
- 1980: The Elephant Man
- 1980: Heaven's Gate
- 1981: Night Crossing
- 1982: The Plague Dogs (stem)
- 1982: Partners
- 1983: The Osterman Weekend
- 1984: The Hit
- 1984: Champions
- 1984: Success Is the Best Revenge
- 1984: Nineteen Eighty-Four
- 1985: After Darkness
- 1985: The Black Cauldron (stem van de Gehoornde Koning)
- 1986: Jake Speed
- 1987: The Hunting of the Snark
- 1987: Rocinante
- 1987: From the Hip
- 1987: Aria
- 1987: Vincent: The Life & Death of Vincent Van Gogh (verteller)
- 1987: Spaceballs
- 1987: White Mischief
- 1988: The Storyteller (televisieserie)
- 1988: White Mischief
- 1988: La nuit Bengali (The Bengali Night)
- 1989: Scandal
- 1989: Little Sweetheart
- 1990: Romeo-Juliet
- 1990: Windprints
- 1990: The Field
- 1991: I Dreamt I Woke Up
- 1991: King Ralph
- 1992: Lapse of Memory
- 1992:   Journey to Knock
- 1993: Kölcsönkapott idö (Living on Borrowed Time)
- 1993: L'oeil qui ment (Dark at Noon, or Eyes and Lies)
- 1993: Monolith
- 1993: Even Cowgirls Get the Blues
- 1994: Rabbit Ears: Aladdin and the Magic Lamp
- 1994: Thumbelina (stem)
- 1994: Second Best
- 1995: Saigon Baby
- 1995: Two Nudes Bathing
- 1995: Rob Roy
- 1995: Saigon Baby
- 1995: Two Nudes Bathing
- 1995: Dead Man
- 1995: Wild Bill
- 1997: Tender Loving Care
- 1997: Love and Death on Long Island
- 1997: Contact
- 1997: Bandyta
- 1998: The Commissioner
- 1998: The Climb
- 1998: Night Train
- 1998: All the Little Animals
- 1999: New Blood
- 1999: Le château des singes (The Castle of Monkeys, stem Engelse versie)
- 1999: If... Dog... Rabbit...
- 1999: You're Dead...
- 2000: The Tigger Movie (stem)
- 2000: Lost Souls
- 2001: Tabloid
- 2001: Harry Potter and the Philosopher's Stone (als Olivander)
- 2001: Captain Corelli's Mandolin
- 2002: Miranda
- 2002: Crime and Punishment
- 2003: Owning Mahowny
- 2003: Meeting Che Guevara & the Man from Maybury Hill
- 2003: Dogville (stem)
- 2004: Hellboy
- 2005: The Proposition
- 2005: V for Vendetta
- 2005: The Skeleton Key
- 2005: Shooting Dogs
- 2005: Short Order
- 2005: Valiant (stem)
- 2005: Manderlay (stem)
- 2006: Perfume: The Story of a Murderer (stem)
- 2007: Boxes
- 2008: The Oxford Murders
- 2008: Indiana Jones and the Kingdom of the Crystal Skull
- 2008: Merlin (televisieserie) (stem)
- 2008: Outlander
- 2008: Hellboy II: The Golden Army
- 2008: Lezione 21 (Lesson 21)
- 2008: New York, I Love You
- 2009: An Englishman in New York
- 2009: The Limits of Control
- 2009: 44 Inch Chest
- 2010: Brighton Rock
- 2010: Harry Potter and the Deathly Hallows Part 1
- 2010: No One Gets Off in This Town
- 2010: Angel Makers
- 2011: Harry Potter and the Deathly Hallows Part 2
- 2011: Tinker Tailor Soldier Spy
- 2011: Melancholia
- 2011: Immortals, als Zeus in zijn menselijke vorm (oude man)
- 2013: Only Lovers Left Alive, als Marlowe
- 2013: Snowpiercer, als Gilliam
- 2013: Doctor Who (The Day of the Doctor, als de War Doctor)
- 2014: Hercules, als Lord Cotys
- 2016: Jackie, als de Priester
- 2016: Utopia

- Biblioteca Nacional de España: XX1116730
- Bibliothèque nationale de France: cb13895419j (data)
- Catàleg d'autoritats de noms i títols de Catalunya: 981058507593806706
- Gemeinsame Normdatei: 123873339
- International Standard Name Identifier: 0000 0001 2117 4550
- Library of Congress Control Number: n86138331
- MusicBrainz: 46db80f9-688d-4708-9f0e-2313e4d8416d
- Nationale Bibliotheek van Tsjechië: pna2006327269
- Nationale bibliotheek van Australië: 35316948
- Nationale Bibliotheek van Israël: 987007445002505171
- Nationale Bibliotheek van Polen: a0000001255379
- Nederlandse Thesaurus van Auteursnamen: 071154507
- Istituto Centrale per il Catalogo Unico: RAVV088790
- SNAC: w6zs6195
- Système universitaire de documentation: 059360739
- Trove: 909327
- Virtual International Authority File: 196522
- WorldCat: E39PBJdCtdxFqYcMbd4kWmP84q